# اوتشتدت ام برگه
اوتشتدت ام برگه (به آلمانی: Ottstedt am Berge) یک شهر در آلمان است که در وایمارر لاند واقع شده‌است. اوتشتدت ام برگه ۲۵۷ نفر جمعیت دارد.